# Justin Hubner
Justin Quincy Hubner (Bolduque, Países Bajos, 14 de septiembre de 2003), más conocido como Justin Hubner es un futbolista neerlandés naturalizado indonesio. Juega como defensa o mediocampista y su equipo es el Fortuna Sittard de la Eredivisie. Es internacional absoluto con la selección de fútbol de Indonesia.

## Trayectoria
Nacido en Bolduque, jugó en las categorías inferiores de Willem II y Brabant United. Hubner también hizo parte del equipo juvenil neerlandés de segunda división Den Bosch.
En febrero de 2020 se unió al Wolverhampton Wanderers de la Premier League inglesa, procedente de Den Bosch, el club lo describió como un central del lado izquierdo que entraría en su equipo de la academia. El 1 de febrero de 2023, los Wolves anunciaron que Hubner había firmado un contrato de dos años y medio que lo mantendría en el club hasta junio de 2025.
El 2 de diciembre de 2023, fue convocado al banquillo para el partido de la Premier League contra el Arsenal.
El 12 de marzo de 2024, firma por el Cerezo Osaka de la Primera División de Japón para disputar la temporada 2024.
Dejó el club al finalizar la temporada 2024-25 una vez expiró su contrato. Entonces se marchó a los Países Bajos para jugar en el Fortuna Sittard.

## Selección nacional

### Categorías inferiores de Países Bajos
Hubner representó a la selección de fútbol de Países Bajos sub-19, y el 25 de marzo de 2023 jugó con la sub-20 de Países Bajos en un amistoso contra la Sub-20 Francia.

### Selección de Indonesia
En octubre de 2022, fue convocado para la Sub-20 de Indonesia. El entrenador de Indonesia, Shin Tae-yong, convocó a Rafael Struick, Ivar Jenner y Hubner como jugadores extranjeros de cara a la Copa Asiática AFC 2023 y a que Indonesia será sede de la Copa Mundial Sub-20 de la FIFA 2023.
Hubner se unió al equipo de Indonesia para un campo de entrenamiento en Turquía en noviembre de 2022. Fue citado diciendo: "Actualmente estoy en Turquía para unirme al equipo nacional de Indonesia. Estoy muy feliz de tener la oportunidad de jugar con mis amigos. Espero enorgullecer a Indonesia". El 17 de noviembre, jugó con la selección de Indonesia sub-20 contra Francia sub-20 en un partido amistoso en España. También jugó contra Eslovaquia sub-20 dos días después.
El 2 de enero de 2024, Hubner debutó con la selección absoluta de Indonesia contra Libia en un partido amistoso. El 15 de enero, Hubner hizo su debut oficial en la Copa Asiática AFC 2023 contra Irak. Ayudó al equipo a alcanzar su primera fase eliminatoria.
En abril de 2024, Hubner fue incluido en el equipo final de la Sub-23 de Indonesia para la Copa Asiática AFC Sub-23 de 2024 celebrada en Qatar. El 18 de abril debutó con la selección sub-23 a pesar de haber jugado 90 minutos un día antes con el Cerezo en la J.League Cup.

## Vida personal
La madre de Hubner es neerlandesa, mientras que su padre es indonesio, tiene familia en Yakarta y Makassar, y su abuela es de Bandung. El 3 de noviembre de 2023, Erick Thohir, presidente del PSSI, dijo a la prensa que Hubner se naturalizaría como indonesio lo antes posible.
El 6 de diciembre de 2023, Hubner adquirió oficialmente la ciudadanía indonesia después de prestar el juramento de ciudadano indonesio, que es el requisito final para la naturalización de los jugadores para convertirse en ciudadanos indonesios.

### Clubes
| Club                               | Div.          | Temporada     | Liga  | Liga  | Copas nacionales | Copas nacionales | Copas internacionales | Copas internacionales | Total | Total |
| Club                               | Div.          | Temporada     | Part. | Goles | Part.            | Goles            | Part.                 | Goles                 | Part. | Goles |
| ---------------------------------- | ------------- | ------------- | ----- | ----- | ---------------- | ---------------- | --------------------- | --------------------- | ----- | ----- |
| Wolverhampton Wanderers Inglaterra | 1.ª           | 2023-24       | 0     | 0     | 0                | 0                | —                     | —                     | 0     | 0     |
| Wolverhampton Wanderers Inglaterra | Total club    | Total club    | 0     | 0     | 0                | 0                | 0                     | 0                     | 0     | 0     |
| Cerezo Osaka Japón                 | 1.ª           | 2024          | 6     | 0     | 2                | 0                | —                     | —                     | 8     | 0     |
| Cerezo Osaka Japón                 | Total club    | Total club    | 6     | 0     | 2                | 0                | 0                     | 0                     | 8     | 0     |
| Total carrera                      | Total carrera | Total carrera | 6     | 0     | 2                | 0                | 0                     | 0                     | 8     | 0     |